# 稲葉伸道
稲葉 伸道（いなば のぶみち、 1950年4月30日 - ）は、日本の歴史学者。名古屋大学名誉教授。専門は日本中世史。寺社組織の研究に関する論考が多い。

## 略歴
岐阜県大垣市生まれ。1973年、早稲田大学教育学部社会科地理歴史専修卒業。1978年、名古屋大学大学院文学研究科史学地理学専攻博士課程満期退学。1979年、日本学術振興会奨励研究員。1980年名古屋大学文学部助手、1982年同講師、1987年同助教授、1997年同教授。2000年、名古屋大学大学院文学研究科教授。

## 著書
- 『中世寺院の権力構造』岩波書店、1997年
- 編『中世寺社と国家・地域・史料』法蔵館、2017年
- 『日本中世の王朝・幕府と寺社』吉川弘文館、2019年
- 『日本中世の国制と社会』塙書房、2023年、ISBN 9784827313451